# 真崎守
真崎 守（まさき もり、本名：森 柾（もり まさき）、1941年3月10日 - ）は、日本の漫画家、アニメーション映画の演出家、脚本家、監督。

## 来歴
神奈川県横浜市生まれ。5歳で岐阜県高山市に移る。ディズニー、フライシャーといった短編アニメや杉浦茂、手塚治虫などの漫画作品、貸本劇画などに没頭する少年時代を過ごす。
1959年に岐阜県立斐太高等学校卒業。様々な職業に就いた後に、1960年に劇画短編誌『街』（セントラル文庫）に『雨の白い平行線』『暗い静かな夜』が掲載されて貸本漫画家デビュー。だが、漫画家を続ける意思を持てず1963年に虫プロダクションに入社、『佐武と市捕物控』などのTVアニメーションの演出に携わる。また、COMの漫画投稿コーナー「ぐら・こん」において、峠あかね名義でCOM専属の漫画評論家としても活動した。
1967年、『コミックmagazine』（芳文社）に『連作／錆びついた命／何もいわない三部作』を発表。1969年、虫プロを退職し、青年劇画誌が多数創刊される中ふたたび漫画家として活動を始める。1976年頃までは「真崎・守」名義で活動。1971年『ジロがゆく』『はみだし野郎の子守唄』で第2回講談社出版文化賞受賞。
1980年代以降はアニメの世界に復帰。監督として『はだしのゲン』で毎日映画コンクール大藤信郎賞受賞。

## 作品リスト

### 漫画
1960年 - 1961年
- 『雨の白い平行線』- 街（貸本）39集（1960年5月5日発行）に掲載（単行本未収録）今作から1966年の『燃えてスッ飛べ』まで、ペンネームは「もり・まさき」
- 『暗い静かな夜』- 同上。
- 『THE SUNSET』- 街（貸本）45集（1960年11月発行）に掲載（単行本未収録）
- 『日ぐれに雪がふり出した』- 街（貸本）46集（1960年12月発行）に掲載（単行本未収録）
- 『波は何も云わない』- 街（貸本）51集（1961年7月発行）に掲載（単行本未収録）

1965年
- 『わかれの季節に』- 青春（貸本）No.11（1965年発行）に掲載（単行本未収録）
- 『悲傷』- 刑事（貸本）No.44（1965年6月25日号）に掲載（単行本未収録）

1966年
- 『燃えてスッ飛べ』（原作：永島慎二） - 貸本単行本書き下ろし。東京トップ社刊。1966年初版。
- 『札束(ゼニ)に別れの接吻を』- コミックmagazine1966年10月号に掲載（単行本未収録）

1967年
- 『地獄狼伝→連作／地獄狼無頼伝』- サンデーP.M1967年11月2日号から劇画コミックサンデー1969年3月20日号までの間に番外篇2作を含む全18話22回掲載（全て単行本未収録）
- 『連作／錆びついた命／何もいわない三部作』（「雨は何もいわない…」「雪は何もいわない…」「波は何もいわない」）- コミックmagazine1967年12月26日号、1968年4月9日号、5月14日号に全3話掲載（単行本未収録）

1968年 
- 『連作／燃えつきた奴ら／幕末刺客行／新撰組篇』- コミックVAN1968年4月3日号から12月26日号までの間に全9話14回掲載（単行本には第6話「地獄囃子」（「狂乱囃子」に改題）が修正の上収録された）
- 『ながれ狼』- 劇画コミックSunday1968年4月25日号に掲載（単行本未収録）
- 『ナガレ無頼 地獄のどぶ鼠（幕末人斬り人別帖）』- COM1968年5月号別冊ぐらこん1に掲載（単行本未収録）
- 『夜の散り花』（原案：久里大介） - 漫画ボイン1968年6月号に掲載（単行本未収録）
- 『連作／弥八無情狩り』- 漫画パンチ1968年6月11日号、8月14日号、8月28日号に全3話掲載（単行本未収録）
- 『夜に砕ける』（原作：笹沢左保「孤愁の果て」） - コミックVAN1968年7月11日号に掲載（単行本未収録）
- 『連作／プロフェッショナル列伝』- 週刊漫画アクション1968年12月12日号から1970年4月2日号までの間に全11話掲載（単行本には「闇の牙」（「闇の風」に改題）「地獄はどこだ!」「脱出」「陽炎首」（「始末首」に改題）「折れた牙」「たそがれの唄」「垂氷」が収録された）

1969年
- 『引き裂かれた明日』（原作：笹沢左保「泡の女」） - コミックVAN1969年1月9日号に掲載（単行本未収録）
- 『THIS OVER SPLIT YOKE 絆 -きずな-』- 劇画ヤング1969年1月22日号に掲載（単行本未収録）
- 『連作／燃えつきた奴ら／華と鞭篇』（原作：小田仁二郎「流戒十郎うき世草子」）- コミックVAN1969年1月23日号から5月1日号までの間に全6話掲載（単行本未収録）
- 『そこだけの暗闇』-  ヤングコミック1969年5月13日号に掲載（単行本未収録）
- 『憎悪の構成』- 漫画オール娯楽1969年6月7日号に掲載。
- 『夜はまっくら』-  ヤングコミック1969年6月10日号に掲載。
- 『連作／はみだし野郎の子守唄』- ヤングコミック1969年7月8日号から1970年5月27日号までの間に全19話掲載（単行本にはうち12話が収録された）
- 『風に叛く日』- 女性コミックELLE1969年8月号に掲載（単行本未収録）
- 『愛は死の臭い』- 漫画パンチ1969年8月13日号に掲載
- 『愛の廃墟』（原作：笹沢左保「廃墟の周囲」）- 女性コミックELLE1969年9月号に掲載（単行本未収録）
- 『傾斜地帯』- 漫画パンチ1969年9月10日号に掲載（単行本未収録）
- 『ジロがゆく』（雑誌掲載時は「連作／ジロのいく道」）- 月刊少年マガジン1969年10月号から12月号、1970年5月号、同年8月号から1971年3月号まで掲載。
- 『陽炎のように燃えた…（連作／こみっきすと列伝）』- COM1969年10月号から12月号まで全3話掲載
- 『謎!!　ＣＩＡに狙われた元大統領夫人』- 漫画パンチ1969年10月15日号に掲載（単行本未収録）
- 『人間みな兄弟』- 漫画パンチ1969年12月10日号に掲載（単行本未収録）
- 『落日・翳りあり』（単行本で「落日のかげり」に改題あり）- 別冊漫画アクション1969年12月13日号に掲載。

1970年
- 『風の中から（連作／こみっきすと列伝）』- COM1970年1月号から4月号まで全4話掲載（単行本未収録）
- 『ナガレ』- 週刊少年マガジン1970年2月1日号から3月22日号まで連載。
- 『俺だけの夜』- 明星1970年5月号に掲載（単行本未収録）
- 『運命』（原作：サキ）- 週刊少年マガジン1970年6月28日号に掲載。
- 『連作／はみだし野郎の挽歌』- ヤングコミック1970年7月8日号から12月23日号までの間に全12話掲載。
- 『水の底』-  ビッグコミック1970年7月25日号に掲載（単行本未収録）
- 『連作／錆びついた命』（「眼の中を夜がさまよう」「切り裂く!」「ドラキュラの子守唄」）- 週刊少年マガジン1970年8月16日号、8月23日号、9月6日号に全3話掲載。
- 『血の伝説』- 中二時代1970年9月号から1971年3月号まで連載（単行本未収録）
- 『どしゃぶり』- 週刊少年チャンピオン1970年9月7日号に掲載（単行本未収録）
- 『連作／ひびく命』（「まつり唄絶唱」「薄氷抄」「あばよ!」）- 週刊少年マガジン1970年10月11日号、11月8日号、11月29日号に全3話掲載。
- 『リンネの輪』- 週刊漫画アクション1970年10月22日号に掲載（単行本未収録）
- 『風に歌なし』- サンデー毎日増刊1970年11月6日号に掲載
- 『冬ざれ』- 週刊少年チャンピオン1970年11月23日号に掲載（単行本未収録）

1971年
- 『雪の満月』- 希望の友1971年1月号に掲載（単行本未収録）
- 『キバの紋章』- 週刊少年マガジン1971年1月17日号から6月13日号まで連載。
- 『連作／死春記』- ヤングコミック1971年1月27日号から6月23日号までの間に全6話掲載。
- 『歪曲線』- ビッグコミック増刊号1971年2月1日号（異常ミステリー特集号）に掲載（単行本未収録）
- 『連作／無情狩り』- 週刊少年チャンピオン1971年3月8日号、5月3日号に全2話掲載。
- 『ホモ・ウォラント』（原作・平見修二）- 5年の科学1971年4月号から8月号、10月号から12月号、1972年2,3月号に連載。
- 『ジロ!ジロ!』（「連作／ジロがゆく」第三部）- 月刊少年マガジン1971年5月号から9月号まで掲載。
- 『あさやけの散歩』（単行本では「ダム・ビート」に改題）- 週刊少年ジャンプ1971年6月7日号に掲載。
- 『影も光も』- ビッグコミック増刊号1971年7月1日号（異常ミステリー特集号）に掲載（単行本未収録）
- 『そして明日・三部作』（「永い明日」「明日響かず」「そして明日」）- ビッグコミック1971年7月10日号から8月10日号まで全3話連載。
- 『連作／ながれ者の系譜 股旅篇』- ヤングコミック1971年8月11日号から11月10日号まで全7話掲載。
- 『ロボット計画Z』（原作：本間重光）- 5年の科学1971年9月号に掲載（単行本未収録）
- 『連作／血の饗宴』- 月刊タッチ1971年9月号から12月号まで全3話4回掲載（単行本未収録）
- 『三部作・赤は赤』（「艶の雨」「葬儀結婚」「地鎮魔」）- ビッグコミック1971年10月25日号から11月25日号まで全3話連載。
- 『異聞楊貴妃』- 週刊アサヒ芸能1971年10月28日号から12月23日号まで連載（単行本未収録）
- 『源氏物語』- 月刊Let's1971年12月号から1972年3月号まで連載。
- 『丈八しぐれ』（原作・笹沢左保）- 週刊プレイボーイ1971年12月14日号から1972年2月22日号まで連載。

1972年
- 『ホモ・インベントル』- 5年の科学1972年1月号に掲載（単行本未収録）
- 『ろくまもん』（単行本では「ながれ者の系譜 ろくま篇」と改題）- ビッグコミック1972年1月10日号から6月10日号まで連載。
- 『連作／ながれ者の系譜 地獄狼篇』- ヤングコミック1972年1月12日号から3月22日号まで全6話掲載（単行本では他誌に発表された作品を加え全8話になっている）
- 『ゐなおりすと』（単行本で「新釈お伽噺」に改題あり）- 週刊平凡パンチ1972年1月17日号に掲載。
- 『怪談』（単行本で「約束」に改題あり）- 希望の友1972年2月号に掲載。
- 『とべっ!!　人力ヒコーキ』（原作：平見修二）- 5年の科学1972年4月号に掲載（単行本未収録）[3]
- 『理によって流れそうろう』（原作：平見修二）- 6年の科学1972年4月号に掲載（単行本未収録）
- 『倒めがね』- 実話とマンガ1972年4月号に掲載（単行本未収録）
- 『連作／十二色のさすらい』- 高二コース1972年4月号から1973年3月号まで連載。
- 『共犯幻想』（原作・斎藤次郎）- 週刊漫画アクション1972年4月6日号から1973年1月4日号まで連載。
- 『華岡青洲の巻（日本はみ出し人物列伝(1)）』（原作：平見修二）- 5年の科学1972年5月号,6月号に前後編掲載（単行本未収録）[3]
- 『石の狩人（日本はみだし人物列伝(2)）』（原作：平見修二）- 5年の科学1972年7月号から,9月号まで全3回掲載（単行本未収録）[3]
- 『獄門花』- Men（野郎どものポケットブック）1972年8月号に掲載（単行本未収録）
- 『エミちゃん人形』- 中二時代夏休み臨時増刊（1972年8月5日発行）に掲載（単行本未収録）
- 『寂光院蝉しぐれ 甦春記・京都大原』（原作：斎藤次郎）- 週刊漫画サンデー増刊号1972年9月4日号 に掲載（単行本未収録）
- 『紫陽花寺・流謫 甦春記・鎌倉明月院』（原作：斎藤次郎）-  ヤングコミック1972年9月13日号 に掲載（単行本未収録）
- 『空気をのぼった男（日本はみだし人物列伝(3)）』（原作：平見修二）- 5年の科学1972年10月号から,12月号まで連載（単行本未収録）[3]

1973年
- 『ほのかたらひし 燃えつきた奴ら・函館戦争始末』- 週刊漫画アクション増刊1973年1月26日号に掲載。
- 『地下の窖式』- 週刊漫画アクション1973年3月8日号に掲載。
- 『血の饗宴』- 別冊漫画アクション1973年3月10日号に掲載。
- 『ロマン歳時記（4月号〜8月号掲載時のタイトルは「ノスタルジア歳時記」）』- 高一コース1973年4月号から1974年3月号に全12回掲載。
- 『やく』（原作：草川隆）- 週刊ポスト1973年4月27日号から10月19日号まで連載。
- 『炎の軌跡（環妖の系譜第一部緋色篇）』（原作：横溝正史、脚本：宮田雪）- 劇画ゲンダイ1973年6月3日号に掲載。
- 『せくさんぶる』（単行本では大幅に修正の上「花と修羅」に改題）- 週刊プレイボーイ1973年6月5日号から1974年1月15日22日合併号まで連載。
- 『巡礼萬華鏡（環妖の系譜第一部緋色篇）』（原作：江戸川乱歩、脚本：宮田雪）- 劇画ゲンダイ1973年7月1日号に掲載。
- 『初夏の診断書（環妖の系譜第一部緋色篇）』（単行本では「初夏のカルテ」に改題）（原作：山田風太郎、脚本：宮田雪）- 劇画ゲンダイ1973年8月1日号に掲載。
- 『アグダの伝説』- 5年の科学1973年9月号に掲載（単行本未収録）
- 『妖説まわり燈籠（環妖の系譜）』（脚本：宮田雪）- マンガストーリー1973年11月24日号,12月1日号に掲載。
- 『ゼロ』- 蜃気楼（同人誌）に掲載（単行本未収録）
- 『凍鶴（いてづる）』（脚本：宮田雪）- マンガストーリー1973年12月29日号に掲載。

1974年
- 『螢ゆき』（脚本：宮田雪）- 月刊ガロ1974年1月号に掲載。
- 『穢土あびるだま 回転』（単行本では「プロローグ」に修正改題）- サンデー毎日1974年1月20日号に掲載。
- 『朧花（恍惚野郎の伝説）』- ヤングコミック1974年3月27日号に掲載。
- 『昇陽』（太宰治「駆け込み訴え」より）- 高３コース1974年4月号に掲載（単行本未収録）
- 『ゴールアウト（男達の伝説）』- ビッグコミックオリジナル1974年5月5日号に掲載。
- 『ディアスポラ涅槃花』（単行本では「散る散る満ちる」に改題）- 週刊漫画アクション1974年5月9日号に掲載。
- 『東京魔女伝説』（原作：草川隆）- ビッグコミック1974年6月25日号に掲載（単行本未収録）
- 『連作／せくさんぶる』- 週刊プレイボーイ1974年7月16日号から1975年2月25日号まで連載。全29話（単行本にはうち18話と『げん（王へんに原）野行』が収録された）
- 『かげろう花伝（恍惚野郎の伝説）』- ヤングコミック1974年9月11日号に掲載。

1975年
- 『花と狼』- Mr.Action!1975年1月号に掲載（単行本未収録）
- 『エマニエル夫人』（原作：エマニエル・アルサン）- 週刊読売1975年1月18日号に掲載
- 『炎花』（単行本では「煩悩無盡」に改題）- 週刊平凡パンチ1975年2月5日臨時増刊号に掲載。
- 『ななめの陽ざし』- 週刊漫画アクション1975年5月1日号に掲載。
- 『ゆきをんな』（原作：小泉八雲、脚色：宮田雪）- 書き下ろし。学習研究社刊。1975年7月20日初版。

1976年
- 『げん（王へんに原）野行』-  週刊プレイボーイ1976年1月20日27日合併号に掲載。
- 『SUNBOW』- 宝島1976年2月号に掲載。
- 『白い蜃気楼』（連作／たなごころの世界PART.1）- GORO1976年2月12日号、2月26日号に前後編掲載（雑誌掲載時のペンネームは「もり まさき」）
- 『夢現行 華麗なる挑戦』- GORO1976年4月8日号、4月22日号に前後編掲載。
- 『予備さん』（原作：小池一夫）- GORO1976年6月10日号、6月24日号に前後編掲載（単行本未収録）
- 『エデンの戦士』- 田中光二原作。週刊少年チャンピオン1976年8月16日号から12月20日号まで連載。
- 『ふらいんぐ・ぶりっじ』- 月刊やんろーど1976年9月号に掲載。
- 『マルカロ』- GORO1976年11月25日号に掲載。

1977年
- 『ライファーズ』（単行本では「白い馬」に改題）- 月刊少年チャンピオン1977年2月号に掲載。
- 『新釈・旧約聖書』（単行本では「ユートピアを超えて」に改題）- 高一コース1977年5月号から7月号に連載
- 『白い伝説』- 書き下ろし（「ゆきをんな」の修正改題）。青林堂刊。1977年9月15日初版。

1978年
- 『風塵のあんそろじい』- 宝島1978年2月号に掲載。
- 『やあ!』- 希望の友1978年6月号に掲載。
- 『風漂花』-  コスモコミック1978年9月20日号から12月20日号まで連載。
- 『風の伝説』-  週刊少年キング1978年11月27日号から1979年1月15日号まで連載。

1979年
- 『快楽（けらく）』- 宝島1979年3月号に掲載。
- 『風の周辺』- 高二時代1979年4月号から9月号に連載。
- 『夏弔（なつのとむらい）』（原作：小池一夫）- ビッグゴールド1979年夏の号（7月20日号）に掲載（単行本未収録）
- 『水滸伝』- 書き下ろし。（原作・久保田千太郎）- 学習研究社刊。1979年8月から1980年8月まで5巻で中断。

1980年代
- 『DEMARCATION OUT（デマケーション・アウト）』- ポップコーン1981年2月号に掲載（単行本未収録）
- 『余花』- ポップティーン1981年5月号に掲載（単行本未収録）
- 『永遠の生 無限の死 夢のやどり』-  SFマンガ競作大全集1984年1,3月号に前後編掲載（単行本未収録）
- 『キスしてくんなきゃ めざめない!（連作／眠らない子供たち ACT.1）』- コミックMOMOCO1986年10月5日号に掲載（単行本未収録）
- 『富士幻視行（連作／眠らない子供たち）』- コミック・ムーVOL.1（1986年12月5日号）に掲載（単行本未収録）

1990年代
- 『老子』- 書き下ろし。徳間書店刊。1993年4月30日初版。
- 『荘子』- 書き下ろし。徳間書店刊。1993年11月30日初版。

### 漫画単行本（出版社別）
秋田書店
- 『キバの紋章』全2巻、秋田漫画文庫、1977年初版
- 『エデンの戦士』（原作：田中光二）全2巻、秋田漫画文庫、1977年初版

朝日ソノラマ
- 『キバの紋章』前後編、サンコミックス、1972年初版
- 『丈八しぐれ』（原作：笹沢左保）、サンコミックス、1972年初版（表題作以外の収録作品「たそがれの唄」「垂氷」）
- 『ジロがゆく』全3巻、サンコミックス、1974-1976年初版（表題作以外の収録作品「ダム・ビート」）
- 『ジロがゆく』全2巻、サンワイドコミックス、1986,1987年初版
- 『はみだし野郎の伝説1 子守唄』1974年初版
- 『はみだし野郎の伝説2 挽歌』1974年初版
- 『はみだし野郎の伝説3 死春記』1975年初版（表題作以外の収録作品「艶の雨」「葬儀結婚」「地鎮魔」「ゴールアウト」「朧花」）
- 『死春記』サンミリオンコミックス、1972年初版（表題作以外の収録作品「艶の雨」「葬儀結婚」「地鎮魔」）
- 『死春記』同上改訂版（内容は同一）、1974年初版（表題作以外の収録作品「艶の雨」「葬儀結婚」「地鎮魔」）

宙（おおぞら）出版
- 『ジロがゆく 完全版』全3巻、漢（おとこ）文庫シリーズ、2007年初版（収録作品「ジロがゆく」「ロマン歳時記」「白い蜃気楼」「げん（王へんに原）野行」「さすらい」「十二色のさすらい」）
- 『共犯幻想』（原作：斎藤次郎）上巻、2008年初版

学習研究社
- 『ゆきをんな』（脚色：宮田雪）、学研劇画文庫 日本の妖異1、1975年初版
- 『水滸伝』（原作：久保田千太郎）全5巻、グローバルコミックス、1979-1980年初版
- 『ホモ・ウォラント』（原作・平見修二）、【電子書籍のみ】、2011年発行

講談社
- 『ジロがゆく』上中下巻、講談社漫画文庫、1976-1977年初版

五柳書院		
- 『風漂花』1987年初版

さくら出版
- 『キバの紋章』全2巻、さくらコミックス、1999年初版

主婦の友社
- 『源氏物語』ロマンコミック自選全集真崎守1、1978年初版（表題作以外の収録作品「伊勢物語抄」「新釈お伽話」「煩悩無盡」「約束」「かげろう花伝」）
- 『風の伝説』ロマンコミック自選全集真崎守2、1979年初版（表題作以外の収録作品「白い馬」「やあ!」）

小学館
- 『はみだし野郎の伝説 第1巻 子守唄』小学館文庫、1976年初版
- 『はみだし野郎の伝説 第2巻 挽歌』小学館文庫、1976年初版
- 『はみだし野郎の伝説 第3巻 死春記』小学館文庫、1976年初版（表題作以外の収録作品「地鎮魔」「ゴールアウト」「朧花」）

青林堂
- 『ながれ者前史・仮弔封血』現代漫画家自選シリーズ11、1972年初版（収録作品「源氏物語」「怪談」「ゐなおりすと」「永い明日」「明日響かず」「そして明日」）
- 『ながれ者の系譜 第一部 股旅編』現代漫画家自選シリーズ16、1973年初版
- 『ながれ者の系譜 第二部 ろくま編』現代漫画家自選シリーズ18、1973年初版
- 『ながれ者の系譜 第三部 地獄狼編』現代漫画家自選シリーズ19、1973年初版
- 『白い伝説』青林傑作シリーズ10、1977年初版

東京トップ社
- 『燃えてスッ飛べ』（原作：永島慎二）永島慎二劇場4（貸本単行本）、1966年初版

東考社
- 『地獄はどこだ!』1970年初版（表題作以外の収録作品「落日・翳りあり」「折れた牙」「憎悪の構成」「夜はまっくら」「脱出」「陽炎首」）

徳間書店
- 『荘子』TOKUMA古典コミックシリーズ5、1993年初版
- 『荘子』古典コミックシリーズ徳間文庫、1995年初版
- 『老子』TOKUMA古典コミックシリーズ1、1993年初版
- 『老子』古典コミックシリーズ徳間文庫、1995年初版

ぱる出版
- 『共犯幻想』（原作：斎藤次郎）上下巻、PAL Comiccs、1993年初版

ブロンズ社
- 『共犯幻想』（原作：斎藤次郎）上中下巻、もうひとつの劇画世界4真崎守集、1974年初版
- 『共犯幻想』（原作：斎藤次郎）上中下巻、上記新装版（内容は同一）、1976年初版
- 『せくさんぶる』1976年初版（表題作以外の収録作品「げん（王へんに原）野行」）

（以下真崎守選集全20巻）
- 『男たちのバラード 連作／燃えつきた奴ら』真崎守選集1、1978年初版（収録作品「プロローグ」「闇の風」「憎悪の構成」「落日のかげり」「脱出」「狂乱囃子」「地獄はどこだ」「始末首」「かげろう花伝」「ほのかたらひし」）
- 『ナガレ 連作／砂と風』真崎守選集2、1978年初版（表題作以外の収録作品「太鼓の響きがとまる時」「荒野をわたるむこう側」「風塵のあんそろじい」）
- 『ながれ者の系譜（ろくま篇）』真崎守選集3、1978年初版
- 『はみだし野郎の伝説』真崎守選集4、1978年初版
- 『ジロがゆく』Ⅰ-Ⅲ、真崎守選集5-7、1979年初版（収録作品「ジロがゆく」「さすらい」「白い蜃気楼」「げん（王へんに原）野行」）
- 『共犯幻想』（原作：斎藤次郎）Ⅰ-Ⅲ、真崎守選集8-10、1978年初版
- 『やく』（原作：草川隆）Ⅰ,Ⅱ、真崎守選集11,12、1978年初版（表題作以外の収録作品「無情狩り」）
- 『環妖の系譜』（脚本：宮田雪）、真崎守選集13、1978年初版（収録作品「ドラキュラの子守唄」「炎の軌跡」「巡礼萬華鏡」「初夏のカルテ」「地下の窖式」「地の饗宴」「蛍ゆき」「妖説まわり燈籠」「凍鶴」「散る散る満ちる」）
- 『エデンの戦士』（原作：田中光二）Ⅰ,Ⅱ、真崎守選集14,15、1978年初版（表題作以外の収録作品「ユートピアを超えて」）
- 『花と修羅 連作／せくさんぶる』Ⅰ,Ⅱ、真崎守選集16,17、1977年初版
- 『初体験・せくさんぶる』真崎守選集18、1979年初版
- 『残照』真崎守選集19、1979年初版（収録作品「朧花」「エマニエル夫人」「ななめの陽ざし」「SUNBOW」「快楽（けらく）」「マルカロ」「華麗なる挑戦」「ゴールアウト」「ふらいんぐぶりっじ」「風の周辺」）
- 『漂泊の点景』真崎守選集20、1980年初版

三崎書房
- 『ジロがゆく』全2巻、NEW COMICS シリーズ《現代まんがの挑戦》1-2、1971年初版
- 『錆びついた命』NEW COMICS シリーズ《現代まんがの挑戦》5、1971年初版（表題作以外の収録作品「運命」「まつり唄絶唱」「薄氷抄」「あばよ!」）
- 『はみだし野郎の挽歌』NEW COMICS シリーズ《現代まんがの挑戦》7、1971年初版

虫プロ商事
- 『はみだし野郎の子守唄』Grand Comics、1970年初版
- 『はみだし野郎の子守唄』虫プロ商事、COMコミックス別冊、1972年初版

### アニメーション（映画）
演出・監督
- 『夏への扉』-1981年。演出を担当。原作は竹宮惠子の同名漫画。
- 『浮浪雲』- 1982年。監督を担当[4]。原作はジョージ秋山の同名漫画。
- 『はだしのゲン』- 1983年。第一部の監督を担当。原作は中沢啓治の同名漫画。
- 『時空の旅人』- 1986年。監督を担当。原作は眉村卓の小説『とらえられたスクールバス』。キャラクターデザインは萩尾望都。

脚本
- 『幻魔大戦』- 1983年。原作は平井和正と石ノ森章太郎の共作による同名漫画。キャラクターデザインは大友克洋。
- 『カムイの剣』- 1985年。原作は矢野徹の同名小説。

設定
- 『ボビーに首ったけ』 - 1985年。原作は片岡義男の同名小説。

### アニメーション（TV）
- 『鉄腕アトム』- 1963-66年。原作は手塚治虫の同名漫画。制作会社：虫プロダクション。キー局：フジテレビ。真崎守の担当は進行。
- 『ジャングル大帝』- 1965年。原作は手塚治虫の同名漫画。制作会社：虫プロダクション。キー局：フジテレビ。真崎守の担当は制作。
- 『ジャングル大帝　進めレオ』- 1966-67年。原作は手塚治虫の漫画『ジャングル大帝』。制作会社：虫プロダクション。キー局：フジテレビ。真崎守の担当は制作。
- 『わんぱく探偵団』- 1968-69年。原作は江戸川乱歩の小説『少年探偵団』。制作会社：虫プロダクション。キー局：フジテレビ。真崎守の担当は制作。
- 『佐武と市捕物控』- 1968-69年。原作は石ノ森章太郎の同名漫画。制作会社：虫プロダクション、東映動画、スタジオ・ゼロ。キー局：NET（現テレビ朝日）。真崎守の担当は演出。
- 『まんが世界昔ばなし』- 1976-79年。世界各地の昔話・民話・伝説等を題材にした作品。制作会社：ダックスインターナショナル、TBS。キー局：TBS。真崎守は『ノアのはこ舟』『死をかけた友情』の２話で演出を担当した。
- 『アニメーション紀行 マルコ・ポーロの冒険』- 1979-80年。マルコ・ポーロの『東方見聞録』を基にしたオリジナル作品。制作会社：NHK、マッドハウス。キー局：NHK。真崎守の担当は絵コンテ、演出。

### 絵本
- 『なぞのヘソ島』 文：橘川幸夫。1988年、アリス館。
- 『ぼくの防空ごう』 原作：野坂昭如、文：水谷明子。1993年、汐文社。

### その他の著作
- 『風のたより』 1987年、五柳書院。
- 『わたしの手塚治虫体験（一）』 1990年、JICC出版局。

### イメージアルバム
- 『原野行～旅人たちの伝説』 1981年、日本コロムビア（ＬＰ・カセットテープ同時発売）。構成・作詞・装丁／真崎守、歌・ナレーション／ささきいさお、作曲／三木たかし。

## アシスタント
- ふくしま政美
- 中島史雄
- 宮西計三
- 貴志元則（季志もとのり、キシもとのり）
- 本田義高
- 塚本俊昭
- はしもとてつじ
- 相良つねき
- 相良常広